# ヤンマ
ヤンマ（蜻蜓）はトンボ目不均翅亜目ヤンマ科（Aeshnidae）の昆虫の総称を指す。大概はヤンマといえばオニヤンマ科の昆虫も含む。広義にはエゾトンボ科やサナエトンボ科などの昆虫も含む。

## ヤンマ科
頭部はトンボ科の昆虫に似ておおむね球形で、左右の複眼は背面で幅広く接する。アオヤンマなどを除いて胸に接した腹節が胸の方向にくびれており、その他は節によって太さに差がないのが特徴である。複眼、体色の地色は未熟なものでは黄色のものが多く、成熟したものは種によってさまざまな色に変化する。また、ほぼ全ての種において腹部に明色の紋がある。トンボ科の昆虫などより相対的に長い腹部を持つ。翅のアスペクト比はトンボ科の昆虫のものに近く、約3.5である。
飛翔は回遊性でかなりの速度である。飛翔力が強く、力強くまっすぐに飛ぶ姿は爽快である。他方、海を越えるような広域移動をする力はトンボ科のものほどではないようで、大抵はそれほど広い分布域を持たない。休む際は、左右の翅を水平に開き、木の枝などにぶら下がるように止まる。産卵は地面、草、枯れ木などに静止して行う。ヤンマ科は産卵管がある。

### ヤンマ科以外のヤンマ
ヤンマ科のような姿のトンボをヤンマと呼ぶ例も多く、たとえばオニヤンマはオニヤンマ科、コオニヤンマやウチワヤンマはサナエトンボ科である。これらは大柄で逞しい姿や細くまっすぐな腹部などはヤンマ科と似ているが、複眼はそれほど大きくなく、左右のそれが互いにしっかりと接していない（両複眼は背面で接する）点などで区別できる。

### 日本に生息する種及び亜種[1]
- アオヤンマ　Aeschnophlebia longistigma
- アマミヤンマ　Planaeschna ishigakiana nagaminei
- イイジマルリボシヤンマ　Aeshna subarctica
- イシガキヤンマ　Planaeschna ishigakiana ishigakiana
- オオギンヤンマ　Anax guttatus
- オオルリボシヤンマ　Aeshna crenata
- オキナワサラサヤンマ　Sarasaechna kunigamiensis
- カトリヤンマ　Gynacantha japonica
- ギンヤンマ　Anax parthenope julius
- クロスジギンヤンマ　Anax nigrofasciatus
- コシボソヤンマ　Boyeria maclachlani
- サキシマヤンマ　Planaeschna risi sakishimana
- サラサヤンマ　Sarasaechna pryeri
- トビイロヤンマ　Anaciaeschna jaspidea
- ネアカヨシヤンマ　Aeschnophlebia anisoptera
- ヒメミルンヤンマ　Planaeschna milnei naica
- マダラヤンマ　Aeshna mixta
- マルタンヤンマ　Anaciaeschna martini
- ミルンヤンマ　Planaeschna milnei
- ヤブヤンマ　Polycanthagyna melanictera
- リュウキュウカトリヤンマ　Gynacantha ryukyuensis
- リュウキュウギンヤンマ　Anax panybeus
- ルリボシヤンマ　Aeshna juncea juncea

## 備考
機械メーカーのヤンマーの社名は大型のトンボ、オニヤンマにちなんで命名されたものである。創業者の姓の「山岡」に発音が近かったのも決め手となった。